# Samuel Ikome Sako
Samuel Ikome Sako é um político ambazoniano e presidente em exercício do proto-Estado internacionalmente não reconhecido República Federal da Ambazonia. Ele foi eleito presidente do Governo Interino um mês depois que Sisiku Julius Ayuk Tabe, o primeiro presidente, foi sequestrado na Nigéria e extraditado ilegalmente para Camarões. Do cativeiro em Yaoundé, o ex-presidente Ayuk Tabe anunciou que havia demitido Sako em maio de 2019, uma decisão que deu início à longa crise de liderança ambazoniana.
Em termos de formação, Sako estudou linguística e teologia e é ministro ordenado, conselheiro cristão e profissional financeiro licenciado. Passou vários anos nos Estados Unidos, onde trabalhou com o governo do estado de Maryland, e foi consultor comercial e diretor executivo. Também foi presidente emérito do Community Humanitarian Emergency Board International (COHEB).